# Raffaello Morghen (Historiker)
Raffaello Morghen (* 19. September 1896 in Rom; † 26. Mai 1983 ebenda) war ein italienischer Historiker, der sich schwerpunktmäßig mit der Geschichte des Mittelalters befasste.
Sein akademischer Lehrer war Pietro Fedele. Morghen hatte eine römische Dozentur und war anschließend in Perugia und Palermo tätig. Er lehrte von 1948 bis zu seiner Emeritierung als Nachfolger von Pietro Fedele als Professor für mittelalterliche Geschichte an der Universität Rom. Zudem war er von 1953 bis 1982 Präsident des Istituto Storico Italiano per il Medio Evo. Er war ab 1947 korrespondierendes und ab 1960 als wirkliches Mitglied der Accademia Nazionale dei Lincei. 1957 wurde er von der Österreichischen Akademie der Wissenschaften zum korrespondierenden Mitglied im Ausland gewählt. Im Jahr 1958 wurde er korrespondierendes Mitglied der Bayerischen Akademie der Wissenschaften, 1964 auswärtiges Mitglied der Académie des Inscriptions et Belles-Lettres und 1966 assoziiertes Mitglied der Académie royale des Sciences, des Lettres et des Beaux-Arts de Belgique. In seinen Studien beschäftigte er sich vor allem mit der mittelalterlichen Geschichte Italiens sowie mit Dante. Er war Chefredakteur der Nuova Antologia und der Rivista Storica Italiana. Im Jahr 1953 wurde er Präsident des „Istituto Storico Italiano per il Medioevo“.

## Schriften
- Medioevo cristiano. Bari 1951 (3. Aufl. 1991)
- Civiltà europea, Palermo 1949 ff.
- Dante profeta, Milano 1983.